# Нодар Ломінадзе
Нодар Ломінадзе (груз. ნოდარ ლომინაძე, нар. 4 квітня 2002, Озургеті, Грузія) — грузинський футболіст, півзахисник тбіліського «Динамо».
На правах оренди грає в клубі «Діла».

## Ігрова кар'єра

### Клубна
Годар Ломінадзе народився у місті Озургеті і у віці восьми років почав займатися футболом в академії місцевого клубу «Мерцхалі». У 2019 році він перейшов до молодіжної команди тбіліського «Динамо», де починав грати за молодіжну команду, а також за «Динамо - 2».
Першу гру в основному складі Ломінадзе провів в останньому турі сезону 2021 року, коли вийшов на заміну у матчі проти столичного «Локомотива». Сезон 2022 року футболіст почав у складі «Динамо», але влітку був відправлений в оренду до кінця сезону у клуб «Гагра». Саме в складі «Гагри» Ломінадзе забив свій перший гол в чемпіонаті країни.
Наступний сезон Ломінадзе провів в оренді в клубі «Самгуралі», де став одним з кращих бомбардирів команди в чемпіонаті. У 2024 році півзахисник повернувся до «Динамо», але в липні того року знову відбув в оренду. Цього разу його клубом стала «Діла» (Горі).

### Збірна
У складі молодіжної збірної Грузії Нодар Ломанідзе брав участь у домашньому молодіжному чемпіонаті Європи, де зіграв в усіх матчах групового раунду.
Ломанідзе зробив вагомий внесок в успіх молодіжної збірної Грузії у відбірковому турнірі до молодіжного чемпіонату Європи 2025 року.

## Титули
Динамо (Тбілісі)
 Чемпіон Грузії: 2020
 Переможець Суперкубка Грузії: 2021